# MCL 500
Die Reihe 500 waren schmalspurige Tenderlokomotiven mit Adhäsions- und Zahnradantrieb der italienischen Mediterranea-Calabro-Lucane (MCL).

## Geschichte

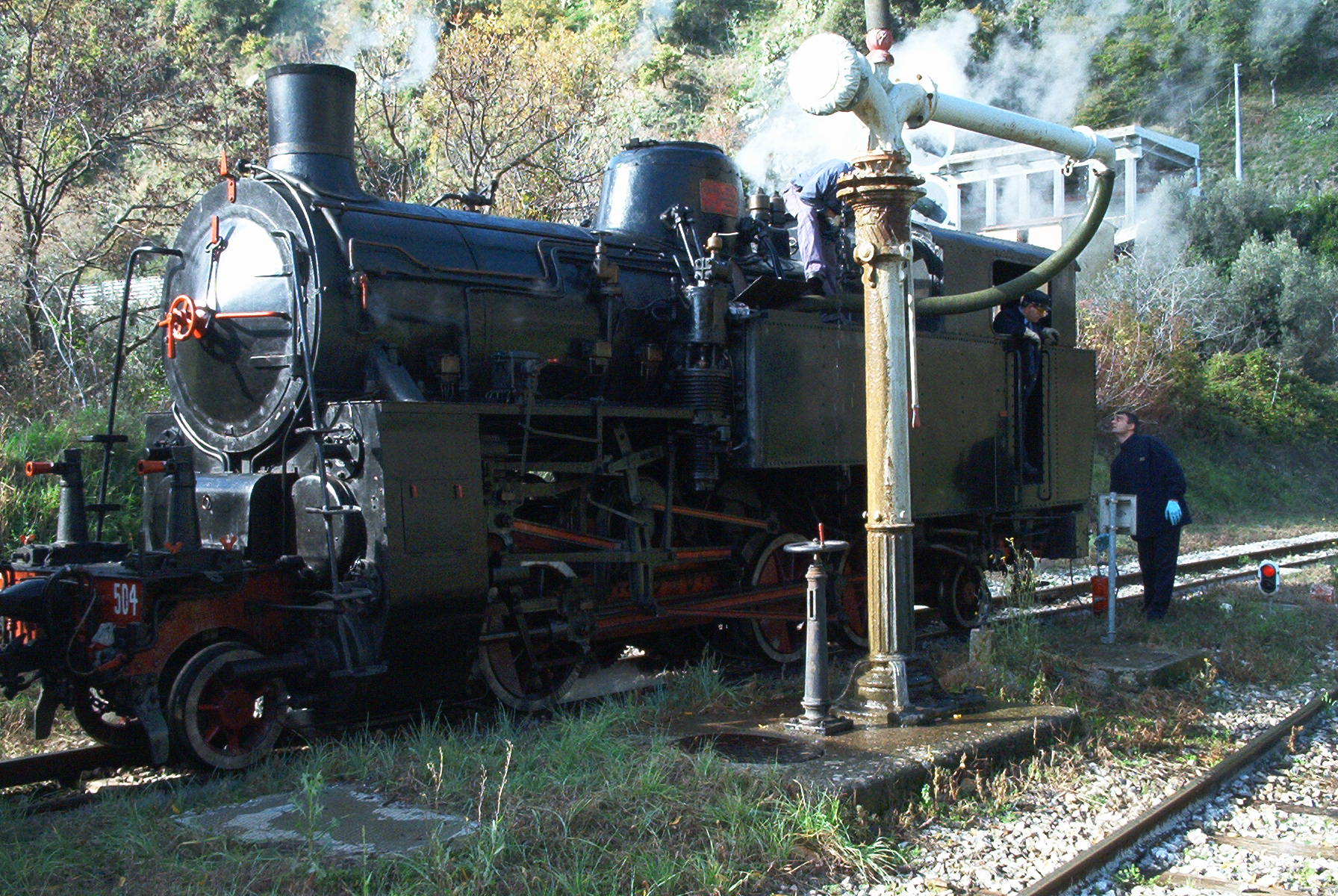
Maschine Nr. 504 beim Wasserfassen in Gimigliano

In den 1920er-Jahren litt die MCL am Mangel leistungsfähiger Zahnradlokomotiven. Die Reihe 200 bewährte sich nicht und die als „Svizzere“ bezeichneten Reihen 250 und 260 waren zu schwach. Bei ihnen handelte es sich um die früheren HG 3/3 1, 3, 6 und HG 3/3 7, 8, 10 der Berner Oberland-Bahn (BOB), die nach deren Elektrifizierung in der Schweiz nicht mehr gebraucht wurden. 1932 lieferte CEMSA in Saronno die sechs Prairie-Lokomotiven der Reihe 500 mit getrenntem Adhäsions- und Zahnradantrieb System Winterthur. Dank der symmetrischen Achsfolge mit den beiden Bissel-Laufachsen vorne und hinten konnte auf ein Abdrehen der Maschinen auf den Drehscheiben der Endstationen verzichtet werden. Die Zahnradlokomotiven kamen für den Einsatz auf der Strecke Lagonegro–Spezzano Albanese und dem damals neu eröffneten Zahnstangenabschnitt in Catanzaro zu den Depots Lagonegro und Catanzaro.
Mehr als die Hälfte der Lokomotiven blieb erhalten. Nummer 504 ist in Catanzaro als Museumslokomotive stationiert, 503 steht als Denkmal auf dem Bahnhofsplatz in Castrovillari, 502 und 506 sind abgestellt.

## Quelle
- Dario Pisani: Liste des historischen Fahrzeugparks der FCL, abgerufen am 15. Dezember 2015 (italienisch)
- Josef Pospichal: Ferrovie Calabro - Lucane. Auf Lokstatistik, abgerufen am 15. Dezember 2015